# Tuřice
Tuřice är en ort i Tjeckien.   Den ligger i regionen Mellersta Böhmen, i den centrala delen av landet, 30 km nordost om huvudstaden Prag. Tuřice ligger 186 meter över havet och antalet invånare är 230.
Terrängen runt Tuřice är platt. Runt Tuřice är det ganska tätbefolkat, med 75 invånare per kvadratkilometer. Närmaste större samhälle är Benátky nad Jizerou, 6,1 km nordost om Tuřice. Trakten runt Tuřice består till största delen av jordbruksmark.